# مخزن سد مینگه‌چویر
مخزن سد مینگه‌چویر (به لاتین: Mingachevir reservoir) یک مخزن سد و دریاچه مصنوعی در جمهوری آذربایجان است که در مینگه‌چویر واقع شده‌است. این سد بزرگ‌ترین دریاچه سد جمهوری آذربایجان است که در شمال‌غربی این شهر و در نزدیکی شهر مینگه‌چویر جای دارد.